# Kržanja
Kržanja este un sat din municipiul Podgorica, Muntenegru. Conform datelor de la recensământul din 2003, localitatea are 81 de locuitori (la recensământul din 1991 erau 91 de locuitori).

## Demografie
În satul Kržanja locuiesc 68 de persoane adulte, iar vârsta medie a populației este de 50,2 de ani (48,2 la bărbați și 52,2 la femei). În localitate sunt 33 de gospodării, iar numărul mediu de membri în gospodărie este de 2,45.
Această localitate este populată majoritar de sârbi (conform recensământului din 2003).
|  |

| Demografie | Demografie | Demografie |
| An         | Locuitori  | Locuitori  |
| ---------- | ---------- | ---------- |
|            |            |            |
|            |            |            |
|            |            |            |
|            |            |            |
| 1948       | 332        |            |
| 1953       | 301        |            |
| 1961       | 259        |            |
| 1971       | 199        |            |
| 1981       | 103        |            |
| 1991       | 91         | 85         |
| 2003       | 82         | 81         |

| \| Componența etnică conform recensământului din 2003[2] \| Componența etnică conform recensământului din 2003[2] \| Componența etnică conform recensământului din 2003[2] \| Componența etnică conform recensământului din 2003[2] \| Componența etnică conform recensământului din 2003[2] \| \| ----------------------------------------------------- \| ----------------------------------------------------- \| ----------------------------------------------------- \| ----------------------------------------------------- \| ----------------------------------------------------- \| \| \| \| \| \| \| \| Sârbi \| Sârbi \| \| 56 \| 69,13% \| \| Muntenegreni \| Muntenegreni \| \| 23 \| 28,39% \| \| Iugoslavi \| Iugoslavi \| \| 2 \| 2,46% \| \| necunoscută \| necunoscută \| \| 0 \| 0% \| |              |  |    |        |
| Componența etnică conform recensământului din 2003 |              |  |    |        |
| |              |  |    |        |
| Sârbi | Sârbi        |  | 56 | 69,13% |
| Muntenegreni | Muntenegreni |  | 23 | 28,39% |
| Iugoslavi | Iugoslavi    |  | 2  | 2,46%  |
| necunoscută | necunoscută  |  | 0  | 0%     |